# Jean-Dominique Olharan
 (juin 2020).
Si vous disposez d'ouvrages ou d'articles de référence ou si vous connaissez des sites web de qualité traitant du thème abordé ici, merci de compléter l'article en donnant les références utiles à sa vérifiabilité et en les liant à la section « Notes et références ».
Jean Olharan est un joueur professionnel international de cesta-punta né à Pau (Pyrénées-Atlantiques) le 29 juillet 1989. Il exerce principalement dans des tournois organisés de juillet à décembre en France et en Espagne. Après avoir joué les saisons hivernales 2013 et 2014 en Floride, il joue depuis 2017 au Mexique de février à juin.

## Parcours

### Catégorie amateur
Sous les couleurs de la Section paloise, il atteint sa première finale de championnat de France en 2008, avec son partenaire David Minvielle, mais s'incline, face à Bidart (35-28). En 2009, avec le même partenaire, il atteint encore la finale, mais s'incline à nouveau, cette fois face à Guéthary (35-23).
Finalement, il remporte son premier championnat de France en 2010, en battant Guéthary en finale (35-29). 
Il mute alors vers le club de Biarritz avec David Minvielle, et remporte un second championnat de France en 2011, encore face à Guéthary (35-26).

### Équipe de France
Sélectionné en équipe de France, il remporte la Coupe du monde 2009 à Palencia en  Espagne,, puis les championnats du monde de pelote basque 2010 à Pau en France,. Ses sélections avec l'équipe de France s'arrêtent jusqu’à 2017 car les règles de la fédération Internationale interdisait à un joueur professionnel de représenter son pays. Le règlement a été modifié à la suite des championnats du monde 2014 au Mexique. En 2017, il remporte la première coupe du monde ouverte aux professionnels avec Nicolas Etcheto face à l'Espagne. Cependant, ils ne peuvent rééditer leur performance lors des championnats du monde 2018 de Barcelone et s'inclinent en finale lors du troisième set après la blessure de Nicolas Etcheto.

### Catégorie professionnelle (2011-2014) et passage en Floride
À la suite de ces championnats du monde 2010, il signe son premier contrat professionnel, avec Jaï-Alive en Espagne.
Durant son contrat, il prend part à sa première compétition aux États-Unis, le Citrus d'Orlando réunissant les meilleurs joueurs de chaque fronton américain. À la surprise générale, il se classe deuxième en individuel et atteint la troisième place avec Laurent Alliez dans la compétition par équipe. Au retour d'Orlando, il remporta avec Laurent Alliez le championnat de France professionnel organisé par la Fédération française.
En 2013, il intègre pendant deux mois le fronton de Fort Pierce, en Floride. Une quinzaine de professionnels y dispute des quiniélas. Il en remporte une quarantaine ce qui lui permet de se classer deuxième du classement général. Il remporte le championnat par équipe et finit deuxième du championnat individuel. De retour en Europe une sérieuse blessure l'empêche de jouer durant six mois et lui fait rater les championnats du monde professionnel de l'époque organisé à Biarritz. 
De retour sur les frontons en décembre 2013 pour la Cesta de Nadau à Pau qu'il remporte, il s'envole en janvier 2014 pour Fort Pierce et Orlando pour jouer la saison hivernale. L'hiver passé à jouer il rentre pour les compétitions estivales en Europe et explose littéralement aux yeux de tous. Cette année-là, il joue avec David Minvielle la finale du Gant d'Or de Biarritz face aux champions du monde professionnels en titre, partie considérée comme l'une des plus mémorables et intenses de la décennie 2010-2020. Ils s'inclinent cependant 10 à 9 au dernier set après 1 h 40 de jeu. Quelques jours après, il se qualifie pour la finale des internationaux de cesta punta de Saint-Jean-de-Luz et perd également au dernier set face à la même équipe, cette fois-ci avec Nicolas Etcheto. L'année 2014 se terminera bien avec une victoire lors de la Cesta de Nadau de Pau. 

### (2015-2017) Fini l'Amérique
L'année 2015 sonnera la fin de l'aventure américaine, les frontons casinos voulant faire des économies. Pour combler le manque d'activité, la Fédération française organisa un championnat de France Pro-Am de janvier à avril. Sous les couleurs de la Section paloise, il s'inclinera avec Sébastien Itoiz en finale 10 à 9 au dernier set. Pour la saison d'été, il défendra du côté espagnol les couleurs de l'empressa Gernika Jai Alai. 
En 2016, il se qualifie une nouvelle fois pour la finale du championnat de France Pro-Am en compagnie de Jérome Portet qui remplaça au pied levé Sébastien Itoiz. Ils seront cependant disqualifiés après leur victoire en demi finale après une réclamation du club de Saint Jean de Luz et une interprétation suspecte du règlement par le président de la Fédération. Lors de la Saison estivale, il se qualifie pour la finale des internationaux de cesta punta de Saint-Jean-de-Luz.

### (2017-2019) Mexique
L'année 2017 fut une année particulière pour les fans de Cesta Punta avec l'annonce de la réouverture du Fronton Mexico après 21 ans de fermeture. 31 joueurs formeront le nouveau cuadro. La partie d'inauguration opposa Egiguren - Irastorza à Jean Olharan et Imanol Lopez. Ces derniers remporteront la rencontre 30 à 27. Au cours de cette saison, il remporta 34 victoires consécutives de la mi-août à mi-décembre. Avec la coupe du monde de Biarritz au milieu de cette série. 
La saison 2018 commença au Fronton Mexico. Une blessure au poignet viendra compliquer la fin de saison mexicaine ainsi que le début de saison européen. Il atteindra notamment la finale du Gant d'Or à la fin de l'été. Il s'est ensuivi le championnat du monde de Barcelone. 
Après la déception des championnats du monde de Barcelone, il a participé à la saison mexicaine 2019 raccourcie à deux mois. Il a terminé meilleur avant de la saison devant Goikoetxea, Erkiaga et Olha. Lors de la grande finale de la saison entre les numéros 1 et 2, il se blesse lors d'une action de jeu assez sérieusement. Ce qui l'empêcha de jouer la saison estivale. Il reviendra en septembre pour disputer le Cesta Punta Pro Tour. Une compétition à 16 joueurs. Il termina premier du classement général et remporta la finale entre les numéros 1 et 2 fin décembre à Saint-Jean-de-Luz.
Il apparait dans le film documentaire Pelotari, écrit et réalisé par William Buzy.

### Partenaires
Depuis la Saison 2018, Jean Olharan dispose de partenaires qui l'aide à l'année :
- Mazda Pau
- Centrakor Lescar
- Sport'R[5]

## Palmarès
Avec l'équipe de France :
- Vainqueur de la Coupe du monde 2009 & 2017
- Vainqueur des championnats du monde de pelote basque 2010
- Vice champion du monde, Barcelone 2018

En club :
Avec Biarritz A. C.
- Champion de France 2011.

Avec la Section paloise :
- Champion de France 2010.
- Vice champion de France 2008, 2009.
- Vice champion d'Europe 2009, 2010, 2011.

En catégories jeunes :
- Champion de France juniors 2007, 2008, 2009.
- Champion de France cadets 2006
- Vice champion de France cadets 2005
- Vice champion de France minimes 2003, 2004.

Catégorie professionnelle :
- Vainqueur Cesta de Nadau à Pau : 2011, 2012, 2013, 2014, 2015, 2016, 2019

- Avant N°1 à Mexico 2019

- Avant N°1 Circuit Cesta Punta Pro Tour 2019

- Vainqueur du Cesta Punta Pro Tour 2019
- Cesta Cap à Cap 2012 ( Pau)
- 2e Citrus d’Orlando en Single
- 3e Citrus d’Orlando en Double
- Vainqueur Master de Hondarribia
- Champion de France professionnel 2012
- 2e du Most Win de Fort Pierce, Floride (Saison 2013)
- Vainqueur du championnat double, Fort Pierce, Floride (Saison 2013)
- 2e du Most Win de Fort Pierce, Floride (Saison 2014)
- Vainqueur à Saint-Jean-de-Luz Master juillet (Saison 2014)
- Finaliste du Gant d'or à Biarritz (Saison 2014)
- Champion du Jai Alai Pau Cup 2015
- Champion du Master 1 de Saint-Jean-de-Luz en 2016
- Vainqueur du « Villa de Madrid Jai Alai » 2016
- Finaliste championnat du monde de individuel 2016
- Vainqueur Grand Slam Gernika 2017
- Vainqueur Master Zumaia, Durango, Saint Sébastien, Hossegor, Biarritz 2017